# وليام سايويل
كان ويليام سايويل (1643-1701) أحد رجال الكنيسة والأكاديميين الإنجليزيين، ورئيس الشمامسة، حاصل على ماجستير في كلية يسوع، في كامبريدج.

## حياته
كان ابن جابرييل سايويل (الذي توفي عام 1688)، عميد بنتريدج، دورست. بعد مرور بضعة أشهر في مدرسة كرانبورن، ذهب في عام 1659 إلى كلية سانت جون ، كامبريدج، حيث تم قبوله.و تخرج في 1663 إلى 1667. في 2 أبريل 1666، انتخب زميلًا في كليته. في عام 1669، أخذ ماجستير في أكسفورد.
في عام 1679، 8 مارس تم تنصيبه مرشدا لكاتدرائية إيلي كاثيدرال. في 9 ديسمبر من ذلك العام، حصل على ترقية إلى درجة الماجستير في كلية سانت جون، ثم ماجستير في كلية يسوع. 
في 28 نوفمبر 1672، تم تعيين سايويل مستشارًا لأبرشية تشيتشيستر، تبرع ببعض المال لكلية يسوع، لتزيين القاعة وشراء المرفقات. توفي في لندن في 9 يونيو 1701، ودفن في كنيسة كليته في 14. 

## أعماله
قائمة بأبرز أعماله: 
- أصل جميع المؤامرات في العالم المسيحي: مع خطر وعلاج الانشقاق ، لندن، 1681.
- تحقيق جاد في وسائل الاتحاد المثمر؛ أو، ما هو الإصلاح الضروري لمنع البوبري؟ ، لندن، 1681.
- الحفاظ على الوحدة الإنجيلية والكاثوليكية في كنيسة إنجلترا ، لندن، 1682. كان هذا رداً على إجابة ريتشارد باكستر على الاتهامات ، [1] وعلى استفسار جون أوين (1681).
- تبرير إصلاح كنيسة إنجلترا، وفقًا لشرائع مجلس نيس والمجالس العامة الأخرى ، كامبريدج، 1688. بدون اسم المؤلف.
- ضرورة التمسك بكنيسة إنجلترا بموجب القانون المعمول به؛ أو، واجبات المسيحي الصالح ، كامبريدج، 1692.